# 西都岱耶镇区
西都岱耶鎮為緬甸馬圭省敏巫縣的鎮區。2014年人口47,526人，區域面積2,815.1平方公里。該鎮下分147個村莊。西都岱耶為該鎮之首府。